# Piovuto dal cielo (film 2003)
Piovuto dal cielo è un film del 2003 diretto da Jeff Balsmeyer, ispirato alla storia vera di Larry Walters.

## Trama
Danny Morgan, autista e operaio edile, vive in una grande città australiana con la sua ragazza, ma non è soddisfatto della propria vita. Danny desidera una vita semplice, mentre la fidanzata, Trudy, sogna una vita fantastica, con luci brillanti e tempi veloci. Mentre Danny pianifica il loro viaggio annuale in campeggio, Trudy gli dice che deve lavorare, quindi il viaggio salta. In realtà, Trudy usa i suoi collegamenti di lavoro presso un'agenzia immobiliare per corteggiare un bel giornalista sportivo locale, Sandy Upman. Quando Danny li vede insieme mentre fa la spesa, resta ancora più disincantato circa la loro relazione. 
Durante un barbecue nel suo cortile, Danny lega un mazzo di palloncini alla sua sedia a sdraio, mentre i suoi amici lo tengono attaccato a terra. Quando inavvertitamente lo lasciano andare, Danny si ritrova catapultato in un'avventura aerea in tutta l'Australia, che lo fa diventare un'attrazione nazionale. Dopo essersi imbattuto in un temporale, i fuochi d'artificio del festival di una piccola città fanno esplodere i suoi palloncini facendo atterrare Danny su un albero nel cortile di Glenda, un vigile del traffico.
Glenda, che stava guardando i fuochi d'artificio dalla sua veranda, vede Danny cadere sull'albero, ma non vede la sdraio. Mentre i pompieri e i cittadini arrivano per scoprire se la palla di fuoco avesse causato danni, trovano Glenda intenta ad aiutare Danny. Glenda spiega a loro che Danny è un vecchio professore dei tempi del college e lo porta a casa sua. Mentre Danny si riprende dalla rocambolesca fine del suo viaggio, la solitaria Glenda, affascinata, non lo assilla per scoprire il suo passato, e lui offre solo vaghe spiegazioni sulle sue origini e sull'arrivo non ortodosso nella città di Clarence.
Mentre Danny esplora la città, gli amici di Glenda si interrogano sulla loro relazione passata, ma vengono rapidamente conquistati dai modi stravaganti di Danny. Gli amici di Glenda sono felici di vedere che lei, spesso disprezzata per il suo mestiere, si trova con qualcuno di speciale. In maniera semplice, Danny convince Glenda a travestirsi e andare con lui alla festae del raccolto. Gli presta dei bei vestiti (precedentemente appartenenti a suo padre) da indossare per la festa. Quando Danny si guarda allo specchio, si rade la barba e si taglia i capelli. Grazie al suo comportamento, Danny ha un successo immediato con i cittadini. Le sue idee, che erano considerate malsane nella grande città, sembrano nuove nella piccola città di Clarence, e di conseguenza viene assunto come manager di un'aspirante politica. 
Nel frattempo, i media delle grandi città trasmettono costantemente interviste agli amici di Danny, ai suoi familiari e collaboratori. Ma Danny intanto sta instaurando un profondo legame con Glenda, anche se la loro relazione nascente non è ben vista da tutti in città. Il loro flirt suscita gelosia e sospetto nel collega di Glenda, il supervisore della polizia della città. Ma Danny non si lascia scoraggiare e arriva addirittura a tenere un discorso commovente durante una manifestazione politica, dove alcuni cittadini gli chiedono di candidarsi per un incarico. Coinvolti nei vertiginosi eventi che circondano la manifestazione politica, Glenda e Danny passano la notte insieme. Tuttavia, i bambini del luogo hanno scoperto e riferito la vicenda della sedia a sdraio di Danny ,causando una forte frenesia mediatica .
Glenda, scioccata, esce da casa sua per vedere di che cosa si tratta , e vede Danny correre lungo la strada inseguito da una folla. Proprio in quel momento, Trudy e Upman scendono da un elicottero e atterrano nella strada di fronte al cortile di Glenda, fermando Danny. Trudy reclama Danny per riportarlo nella grande città, dove può crogiolarsi nella sua nuova fama. Quando le sue mezze verità vengono scoperte dai media, Glenda si lancia contro Danny mentre viene portato via. Nel frattempo, i profondi cambiamenti avvenuti a Clarence rendono la vita di Danny ancora più insopportabile. Danny quindi affronta Trudy, le dice che è finita e sale su un aereo militare per riconquistare Glenda.
Glenda, ormai infelice, ha finito di preparare la sua moto e sta salutando i suoi amici. Proprio in quel momento, Danny si lancia dall'aereo sopra Clarence e si schianta contro l'albero di fronte alla casa di Glenda mentre lei parte in sella alla sua moto. Glenda sembra entusiasta di vedere Danny, ma poi si allontana prima che Danny possa convincerla di quanto abbia bisogno di lei.
Mentre si allontana, un cavo del paracadute di Danny viene catturato dalla motocicletta, sollevandolo in aria. Glenda guarda nello specchietto retrovisore per dare un'ultima occhiata alla sua vecchia vita ma, notando che Danny sta volando dietro di lei, ferma la moto. Dopo averlo fatto scendere, Glenda rimane intrappolata assieme a Danny nel suo paracadute, poi si abbracciano e baciano, felici di tornare insieme.

## Produzione
Il film è stato girato a Sydney e a Bellingen nel Nuovo Galles del Sud.